# 桔梗の前
桔梗の前（ききょうのまえ）は、平将門の妾であったとされている平安時代の女性。桔梗、桔梗姫、桔梗御前とも呼ばれる。

## 概要
桔梗の前の伝承は将門の鉄身伝説や七人将門の伝説との関連が深く、伝承は多く関東から東北地方まで広く分布する。 伝承地により内容が異なるが、「将門の寵姫のなかでもとりわけ寵愛が深かったが、藤原秀郷に内通して将門の秘密を伝えた故に将門は討たれ、自身も悲劇的な最期を遂げる」というのが大筋である。 桔梗と呼ばれる女性の伝承とその終焉の地（桔梗塚）も各地にあり、彼女の出自、将門ならび秀郷との関係、将門をどう裏切ったか、裏切っていないか、など異なる点が多く定説は無い。

## 伝説
- 桔梗の前は京都の白拍子であったが上洛していた将門に見初められ、秀郷の謀で将門の妾となった。しかし将門の情にほだされ、秀郷に背いたため秀郷によって討たれた（茨城県取手市米ノ井・竜禅寺伝）[3]。
- 桔梗御前は、将門が討たれたと聞いてこの地まで逃げてきたが、敵の手に落ちて亡くなった。その場所には後に桔梗塚が建てられた。（茨城県取手市米ノ井・桔梗塚）
- 将門の悲報を知らされた桔梗の前は朝日御殿の前にある沼に入水自殺をした。その後その場所は水田となるが祟りがある故に村で共同管理されている（茨城県取手市）[4]。
- 桔梗の前の出生地とされる場所が、将門の死後に祟りを成したので鎮魂の為に胴体の宮が建立された（群馬県太田市只上町・只上神社伝）[5]。
- 将門が城峯山に籠り秀郷と戦った際、桔梗の前が敵に内通した事を将門が怨み「桔梗絶えよ」と呪った結果、桔梗の前は死んだ（埼玉県秩父市城峯山）[6]。
- 乱を避けた桔梗の前が将門の敗死を知り自死した（千葉県市原市）[7]。
- 桔梗の前は秀郷の姉であり、弟の為に将門の下女となるが、将門亡き後この地に留まった後に入水自殺をし、その霊魂は鮫となって祟った。（千葉県船橋市海神）[7]。
- 半田沼に身を投げて池の主の大蛇になった（福島県伊達郡桑折町）[8]。

桔梗の前の出自について、江戸時代末期に記された赤松宗旦の「利根川図志」によると、桔梗の前は佐原の隣村、牧野村の牧野庄司の娘で、将門が牧野の家に宿泊した際に見初められ妾となったと記されている。その他にも、将門の娘（福島県伊達市桑折町）、秀郷の妹であり間者（千葉県市川市）、将門の母（千葉県東金市）など異なる伝承が多い。

## 桔梗忌避
桔梗の前に関する伝説の伝承地では咲かず桔梗の伝承をともなうものが多く、桔梗を植えない、あるいは桔梗の紋や文様を避ける風習を伝える地も多い。
赤松宗旦の「利根川図志」では、現在の茨城県取手市米ノ井周辺一帯の地域を「桔梗が原」として、「今も桔梗はありながら、花咲くことなきはこの御前が恨みによれるなりといえる」と紹介している。
将門の寵姫悲話が桔梗と結びつく理由について、栃木県矢板市や静岡県の安部川付近では将門とかかわりのない桔梗伝説が伝わっている事から、古来より桔梗の花自体が何かしらの悲劇を感じさせるものであったためとする説がある。また『北相馬郡志』では、茨城県取手市の伝承として桔梗が咲かないとあるのは、その地が薬用の桔梗の産地であったためとしている。